# Compagni di squola
Compagni di squola è stato un programma televisivo italiano di genere game show, andato in onda su Rai Due nel 2004 in undici puntate condotte da Pino Insegno in collaborazione con Giampiero Mughini, Giulia Montanarini e Antonella Mosetti, dove in ogni puntata due personaggi famosi rincontravano ex compagni di classe e professori.
In ogni puntata i due ospiti vip si sfidavano a colpi di lezioni scolastiche in un gioco che intendeva evidenziare quanto essi hanno appreso da studenti.
Si tratta di una rielaborazione del programma Festa di classe andato in onda nel 1999 sulla medesima rete, con la conduzione di Amadeus ed in seguito Enrico Bertolino e Pippo Franco.

## Ospiti
- Prima puntata: Giada De Blanck e Nino Frassica
- Seconda puntata: Walter Nudo e Carmen Russo
- Terza puntata: Paola Perego e Carlo Conti
- Quarta puntata: Lorella Cuccarini e Iva Zanicchi
- Quinta puntata: Paolo Bonolis e Elenoire Casalegno
- Sesta puntata: Mara Venier e Claudio Lippi
- Settima puntata: Luca Barbareschi e Alba Parietti
- Ottava puntata: Platinette e Francesco Salvi
- Nona puntata: Mino Reitano e Vittorio Sgarbi
- Decima puntata: Enrico Brignano e Corrado Tedeschi
- Undicesima puntata: Licia Colò e Paolo Brosio